# Шоткуса (присілок)
Шоткуса (рос. Шоткуса) — присілок у Лодєйнопольському районі Ленінградської області Російської Федерації.
Населення становить 11 осіб. Належить до муніципального утворення Лодєйнопольське міське поселення.

## Історія
Згідно із законом від 20 вересня 2004 року № 63-оз належить до муніципального утворення Лодєйнопольське міське поселення.

## Населення
| 1879 | 1885 | 1905 | 1939 | 1958 | 1997 | 2007 |
| ---- | ---- | ---- | ---- | ---- | ---- | ---- |
| 43   | ↘23  | ↗54  | ↗138 | ↘110 | ↘6   | ↘4   |
| 2010 |      |      |      |      |      |      |
| ↗11  |      |      |      |      |      |      |